# Transit Buchverlag
Der Transit Buchverlag ist ein Berliner Verlag, der im Jahr 1981 gegründet wurde. Seine Schwerpunkte sind Kultur, Geschichte und Literatur. Auch zahlreiche Bücher zur Geschichte Berlins sind im Programm vertreten.

## Geschichte
Der Verlag wurde im Jahr 1981 von Rainer Nitsche (* 1945), Richard Reitinger (* 1951) und Gudrun Fricke (* 1951) gegründet. Seit 1983 sind Rainer Nitsche und Gudrun Fröba (* 1951) Teilhaber und Geschäftsführer. Nitsche war nach einem Studium der Literaturwissenschaft bei Walter Höllerer und seiner Promotion an der TU Berlin im Jahr 1971 freiberuflicher Mitarbeiter der Berliner Dependance des Luchterhand-Verlages und Dozent an der Technischen Universität. Wegen Vorstrafen aufgrund von Meinungsdelikten in Studentenzeitungen wurde ihm die Habilitation verwehrt. Er war zunächst Lehrer an der Berliner Schule für Erwachsenenbildung und von 1978 bis 1983 auch Geschäftsführer der Mehringhof GmbH. Gudrun Fröba übernimmt Layout und Gestaltung des Verlagsprogramms, während Nitsche die Bücher lektoriert. Nitsche war zeitweise auch Vertretungsberechtiger Vorstand des Landesverbandes Berlin des Börsenvereins des Deutschen Buchhandels.
Jedes Jahr erscheinen rund zehn Titel im Transit Buchverlag, im Jahr 2006 waren rund 60 Titel aus dem Verlagsprogramm lieferbar. Alle Bücher sind grafisch unterschiedlich gestaltet.

## Ausgaben
- Gerhard Armanski, Wolfgang Hebold-Heitz (Hrsg.): Züge aus der Vergangenheit. Die Berliner S-Bahn. 1981, ISBN 3-88747-001-X. (Das erste Buch des Verlages).
- Rainer Nitsche (Hrsg.): Häuserkämpfe 1872/1920/1945/1982. Mit Beiträgen von Uli Hellweg, Peter Kurt und Beate Ziegs. 1981, ISBN 3-88747-004-4.
- Hans J. Reichhardt, Wolfgang Schäche: Von Berlin nach Germania. Über die Zerstörungen der Reichshauptstadt durch Albert Speers Neugestaltungsplanungen. Eine Ausstellung des Landesarchivs Berlin, 7. November 1984 – 30. April 1985. 2. Auflage. 1984, ISBN 3-88747-025-7.
- Ulrich Schacht: Verrat. Die Welt hat sich gedreht. Erzählungen, 2001, ISBN 3-88747-167-9.
- Inka Bach: Glücksmarie Roman. 2004, ISBN 3-88747-194-6.
- Uwe Johnson, Klaus Baumgärtner (Hrsg.): „Sofort einsetzendes geselliges Beisammensein.“ Rechenschaft über zwei Reisen. 2004, ISBN 3-88747-198-9.
- Heinz Berggruen: Kleine Abschiede. 1935–1937: Berlin, Kopenhagen, Kalifornien. Mit einem Vorwort von Klaus Harpprecht. 2004, ISBN 3-88747-191-1.
- Nicolaus Sombart: Rumänische Reise. Ins Land meiner Mutter. 2006, ISBN 3-88747-209-8.
- Peter Wawerzinek: Das Kind das ich war. 3. Auflage. 2010, ISBN 978-3-88747-251-1.
- Anila Wilms: Das albanische Öl oder Mord auf der Straße des Nordens. Roman. 2012, ISBN 978-3-88747-279-5.
- Gerald Sammet: Der unsinkbare Kater. Neun Katzenleben. 2012, ISBN 978-3-88747-281-8.
- Gerald Sammet: Erloschene Feuer. Industrie & Glück. Zur Geschichte des Fabrikwesens in Oberfranken. 2012, ISBN 978-3-88747-272-6.
- Dieter Richter: Jean Paul. Eine Reise-Biographie. 2012, ISBN 978-3-88747-280-1.
- Dieter Richter: Von Hof nach Rom. Johann Christian Reinhart. Ein deutscher Maler in Italien. 2011, ISBN 978-3-88747-245-0.
- Heidrun Loeper (Hrsg.): Else Lasker-Schüler. Die kreisende Weltfabrik. Berliner Ansichten und Porträts. 2012, ISBN 978-3-88747-282-5.
- Ivan Klíma: Stunde der Stille. Roman. Übersetzt von Maria Hammerich-Maier. 2012, ISBN 978-3-88747-268-9.
- Peter Henning: Der schöne Schatten. Meeresnovelle. 2012, ISBN 978-3-88747-269-6.
- Judith Macheiner: Antonia Forster. Die Schwester des Weltreisenden. Historischer Roman. 2012, ISBN 978-3-88747-270-2.
- Stephan Wuthe: Swingtime in Deutschland. 2012, ISBN 978-3-88747-271-9.
- Maria Barbal: Càmfora. Roman. Übersetzt von Heike Nottebaum. 2012, ISBN 978-3-88747-258-0.
- Maria Barbal: Wie ein Stein im Geröll. Roman. Übersetzt von Heike Nottebaum. 2007, ISBN 978-3-88747-221-4.
- Indriði Thorsteinsson: Taxi 79 ab Station. Roman. Übersetzt von Betty Wahl. 2011, ISBN 978-3-88747-247-4.
- Óskar Arni Óskarsson: Das Glitzern der Heringsschuppe in der Stirnlocke. Übersetzt von Betty Wahl. 2011, ISBN 978-3-88747-252-8.
- Jeanette Erazo Heufelder: Drogenkorridor Mexiko. Eine Reportage. 2011, ISBN 978-3-88747-259-7.
- Wojciech Jagielski: Wanderer der Nacht. Eine Reportage. Übersetzt von Lisa Palmes. 2010, ISBN 978-3-88747-244-3.
- Kachi A. Ozumba: Der Schatten eines Lächelns. Roman. Übersetzt von Rainer Nitsche. 2010, ISBN 978-3-88747-243-6.
- Paul Marcus: Zwischen zwei Kriegen. Aus Berlins glanzvollsten Tagen und Nächten. mit einem Nachwort von Inka Bach. 2013, ISBN 978-3-88747-290-0.
- Gerd Zahner: Goster: Roman. Kriminalroman. 2018, ISBN 978-3-88747-365-5.

## Auszeichnungen
- 2011  Kurt-Wolff-Preis, der für besonders ambitionierte Kleinverlage vergeben wird und mit einem Preisgeld verbunden ist.[5]
- 2019 Deutschen Verlagspreis
- 2024 Berliner Verlagspreis